# Södingberg
Södingberg est une ancienne commune autrichienne du district de Voitsberg en Styrie. Le 1er janvier 2015 les communes de Södingberg et Geistthal fusionnèrent pour former la commune de Geistthal-Södingberg.